# فهد المهلل
فهد عبد الرحمن المهلل الدوسري، من مواليد 11 نوفمبر 1970، لاعب كرة قدم سعودي سابق في نادي الشباب وانتقل في آخر مشواره الكروي إلى النصرعام 2000م مثل فريق الشباب الأول في موسم 1988م 1408هـ في كأس الاتحاد السعودي والتي حققها الشباب والتي حصل على لقب هدافها
ونفس الشي تكرر في الموسم الذي يليه 1989م 1409هـ وحقق لقب هداف المسابقة.
يلقب بالسكب والليزر حصل على عدة انجازات مع فريقه الشباب متمثلة في بطولة الدوري السعودي لثلاث مرات وبطولة كأس ولي العهد أيضاً ثلاث مرات وبطولة الخليج مرتان. وبطولة النخبة العربية وبطولة الأندية العربية أبطال الدوري كما تحصل على هداف الدوري السعودي 1991م برصيد 20 هدف ووصيف هداف الدوري عام 1988م برصيد 10 هدف بعد زميلة لاعب الشباب خالد المعجل الذي سجل 12 هدف وهداف وكأس الأمير فيصل بن فهد مرتان عام 1408هـ كذلك عام 1409هـ وهداف كأس الخليج للأندية عام 1994م وحصل على الحذاء الذهبي لأفضل هداف عربي عام 1991م.

## المشاركات الدولية
- شارك في كأس آسيا عام 1996م في الإمارات والتي حصلت على البطولة السعودية.
- وشارك في تصفيات كاس العالم 1990م.
- وشارك في تصفيات كاس العالم 1994م.
- وشارك في تصفيات كاس العالم 1998م.
- وقد شارك في كأس العالم لكرة القدم 1994 وكأس العالم لكرة القدم 1998 مع منتخب السعودية لكرة القدم.
- وشارك ثلاث مرات في كأس الخليج عام 1992م وعام 1994م وعام 1996م.

## الإنجازات الجماعية مع الشباب
- دوري المحترفين السعودي
- 1991 . 1992 1993
- كأس ولي العهد السعودي
- 1993 1996 1999
- كأس الخليج العربي
- 1993 . 1994

- حقق كأس الأتحاد السعودي عام 1408هـ.
- حقق بطولة كأس الأتحاد السعودي عام 1409هـ.
- حقق بطولة كأس دوري خادم الحرمين الشريفين عام 1411هـ.
- حقق بطولة كأس دوري خادم الحرمين الشريفين عام 1412هـ.
- حقق بطولة كأس دوري خادم الحرمين الشريفين عام 1413هـ.
- حقق بطولة كأس صاحب السمو ولي العهد عام 1413هـ.
- حقق بطولة اندية دول مجلس التعاون الخليجي عام 1413هـ.
- حقق بطولة الأندية العربية أبطال الدوري عام 1413هـ.
- حقق بطولة أندية مجلس التعاون الخليجي عام 1414هـ.
- حقق بطولة النخبة العربية عام 1416هـ.
- حقق بطولة كأس صاحب السمو الملكي ولي العهد عام 1416هـ.
- حقق بطولة كأس صاحب السمو الملكي ولي العهد عام 1419هـ.
- حقق بطولة الأندية العربية أبطال الدوري عام 1420هـ.

## الإنجازات الجماعية مع المنتخب
- حقق بطولة الخليج الثانية عشر عام 1994م في الأمارات.
- حقق كاس آمم آسيا الحادية عشر عام 1996م في الأمارات.

## انجازاته الشخصية والتي سجلت بأسمه
- هداف كأس الاتحاد السعودي كأس الأمير فيصل حالياً عام 1408هـ برصيد 5 أهداف .
- هداف كأس الاتحاد السعودي كأس الأمير فيصل حالياً عام 1409هـ برصيد 6 أهداف .
- هداف المباريات النهائية للدوري السعودي برصيد 4 أهداف في ثلاث نهائيات .
- حاصل على جائزة الحذاء الذهبي لأفضل هداف عربي 1991 برصيد 20 هدفاً .
- هداف الدوري في عام 1411هـ برصيد 20 هدفاً .
- هداف بطولة الأندية الخليجية لكرة القدم 1994 والتي حصل عليها الشباب برصيد (6) أهداف.

## روابط خارجية
- فهد المهلل على موقع الاتحاد الدولي (مؤرشف)  (الإنجليزية)
- فهد المهلل على موقع قاعدة بيانات كرة القدم.إي يو (الإنجليزية)
- فهد المهلل على موقع ناشيونال فوتبول تيمز (الإنجليزية)
- فهد المهلل على موقع Soccerway.com (الإنجليزية)